# Rambung Merah
Rambung Merah is een bestuurslaag in het regentschap Simalungun van de provincie Noord-Sumatra, Indonesië. Rambung Merah telt 5298 inwoners (volkstelling 2010).